# Hama (gouvernement)
Hama (Arabisch: حماه) is een gouvernement in Syrië met een bevolking van 1.491.000.

## Districten
- As-Suqaylabiyah
- Hama
- Masyaf
- Muhardeh
- Salamiyah

Al-Hasakah · Aleppo · Damascus · Deir ez-Zor · Dera · Hama · Homs · Idlib · Latakia · Quneitra · Raqqa · Rif Dimashq · As-Suwayda · Tartous